# Edmunds Sprūdžs
Edmunds Sprūdžs, né le 21 juin 1980 à Riga, est un homme politique letton, membre du Parti réformateur (RP).

## Biographie

### Carrière
Il commence à travailler dès l'âge de 17 ans, au sein de la société FirstOffice, dont il est promu directeur général en janvier 2000. Un an plus tard, il est recruté par Hansa Business Solutions, mais n'abandonne FirstOffice qu'en 2003. Il poursuit sa carrière au sein de HansaWorld, dont il devient le directeur général en février 2009, et entame, en 2005, un Master of Business Administration à Zurich.

### Vie politique
En 2011, il est choisi comme chef de file du Parti réformateur de Zatlers (ZRP), nouvellement créé, pour les élections législatives anticipées du 17 septembre 2011, au cours desquelles le parti remporte 20,8 % des voix et 22 députés. Le 25 octobre suivant, il est nommé ministre de la Protection de l'environnement et du Développement régional dans la nouvelle coalition de Valdis Dombrovskis, dont la formation, Unité, est pourtant arrivée troisième du scrutin.
Il démissionne le 1er décembre 2013 du gouvernement et se retire de la vie politique. Le ministre des Affaires économiques le remplace par intérim, puis le nationaliste Einārs Cilinskis lui succède le 22 janvier 2014.